# مبادرة أمشا
مبادرة أمشا «تأسست في عام 2011» هي منظمة غير ربحية مقرها في كاليفورنيا، تسعى إلى التحقيق والتوثيق والتثقيف ومكافحة معاداة السامية في مؤسسات التعليم العالي في الولايات المتحدة. تأسست المبادرة من قبل المحاضرة تامي روسمان بنيامين في جامعة كاليفورنيا سانتا كروز والأستاذة الفخرية ليلى بيكويث في جامعة كاليفورنيا لوس أنجلوس.
المصطلح «أمشا» هو الكلمة العبرية المقابلة لـ «شعبك» أو «أمتك» وتتضمن هذه الكلمة القاعدة الشعبية والجماهير والناس العاديين.

## مجالات التركيز وتنظيم البيانات
تصب مبادرة أمشا تركيزها على «التحقيق والتوثيق والتثقيف ومكافحة معاداة السامية في مؤسسات التعليم العالي في أمريكا». كما تمتلك المنظمة «ذراعاً بحثياً» مهمته «البحث والتحليل المنهجي والمتعمق للنشاط المعادي للسامية، وطورت طريقة شاملة لتحديد وتوثيق وتحليل مظاهر السلوك المعادي للسامية في الحرم الجامعي، وكذلك في الهياكل المؤسسية التي تضفي على هذا السلوك الشرعية وتسمح له بالازدهار».
تزعم المنظمة في صفحتها الرئيسية أنها «منظمة غير حزبية مهمتها الوحيدة هي توثيق معاداة السامية في الجامعات الأمريكية والتحقيق فيها ومكافحتها. أمشا ليست منظمة مناصرة لإسرائيل، كما أنها لا تأخذ موقعاً في الوقت الحالي أو السابق ضمن سياسات الحكومة الإسرائيلية، تستخدم أمشا تعاريف التحالف الدولي لإحياء ذكرى المحرقة «أي إتش أر أيه» ووزارة الخارجية الأمريكية لتحديد حوادث معاداة السامية، وهذه التعريفات تحدد أنواعاً معينة من السلوك المتطرف المعادي لإسرائيل على أنه معاداة للسامية، بما في ذلك إلقاء اللوم على اليهود في الأعمال التي تقوم بها إسرائيل، أو استهداف إسرائيل بصفتها تمثل كل اليهود، والحوادث التي تستوفي هذه المعايير مدرجة في وثائق أمشا. لا تعتبر منظمتنا الانتقادات ضد الحكومة الإسرائيلية أو سياساتها التي لا تستوفي هذه المعايير معاداةً للسامية.
تُصنف مبادرة أمشا بياناتها المتعلقة بمعاداة السامية في الحرم الجامعي إلى ثلاث فئات هي «استهداف الطلاب والموظفين اليهود والتعبير المعادي للسامية ونشاط «بي دي إس» وهي حركة تهدف إلى مقاطعة إسرائيل، وتوضحها المنظمة على النحو التالي:
1. استهداف الطلاب والموظفين اليهود - الحوادث التي تستهدف الطلاب اليهود مباشرة في الحرم الجامعي أو غيرهم من الأعضاء اليهود ضمن مجتمع الحرم الجامعي والقيام بفعل مؤذٍ أو حاقد ضدهم بناءً على يهوديتهم أو دعمهم المتوقع لإسرائيل.
2. التعبير المعادي للسامية - اللغة أو الصور أو السلوك الذي يعتبر معادياً للسامية استناداً على تعريف وزارة الخارجية الأمريكية لمعاداة السامية.
3. نشاط حركة «بي دي إس» الداعية لمقاطعة إسرائيل.

## الأنشطة والحملات

### التقارير البحثية
أنتجت المنظمة عدداً من التقارير البحثية، بما في ذلك التقارير السنوية عن النشاط المعادي للسامية في أكثر من 100 مدرسة مع أكبر عدد من الطلاب اليهود، التي بدأت بالبيانات التي جُمعت في عام 2015. التقارير المذكورة على موقع المنظمة تعود إلى عام 2013.
التقارير في عام 2018: في أغسطس أصدرت المنظمة تقريرها السنوي لبيانات عام 2017. نشرت المجلة اليهودية «ذا جويش جورنال» أن التقرير وجد «أن المضايقات بسبب معاداة إسرائيل في حرم الجامعات في عام 2017 خلقت بيئة عدوانية ضد الطلاب اليهود في الحرم الجامعي أكثر من حوادث معاداة السامية الكلاسيكية.... لأن الحوادث المعادية للسامية الكلاسيكية مثل الصليب المعقوف أظهرت أن نسبة 23% بالمئة فقط عبروا عن نيتهم بالإيذاء، بينما الحوادث المتعقلة بمعاداة إسرائيل فنسبة 44% منها كانت بهدف الإيذاء ومحاولات لفرض رقابة على الخطاب المؤيد لإسرائيل».
وفقًا لموقع «واشنطن فري بيكن» وجد التقرير أيضاً أن «76% من الحوادث المسجلة ضد الطلاب اليهود ومؤيدي إسرائيل كانت تتضمن سلوكاً استهدف بشكل مباشر وشخصي الطلاب أو المجموعات بالتشهير أو التمييز من أجل نبذهم واستبعادهم من حياة الحرم الجامعي».
كشف التقرير أن «أنشطة الحرم الجامعي المناهضة لإسرائيل لم تعد تهدف إلى إيذاء إسرائيل، ولكن بشكل متزايد ومثير للقلق أصبحت تهدف إلى إيذاء الأعضاء المؤيدين لإسرائيل في مجتمع الحرم الجامعي».
وختم التقرير بالإشارة إلى الاختلافات في المعاملة الجامعية للأنواع المختلفة من معاداة السامية التي ادعى التقرير حدوثها، وأوصى بمعاملة «منصفة»، وعلى الرغم من أن أفعال معاداة السامية المتعلقة بإسرائيل تبدو المساهم الأكبر في بيئة معادية للطلاب اليهود فإن مسؤولي الجامعة عموماً لم يكونوا ليتصدوا لهذه الأفعال بشكل كافٍ كما يفعلون بما يتعلق بمعاداة السامية، وهذا بسبب إدراكهم أن معاداة السامية الكلاسيكية قد تنتهك قانون مكافحة التمييز الفيدرالي وسياسات المضايقات بين الأقران في معظم المدارس والتي تحظر مضايقة الطلاب بناءً على خصائص مثل العرق واللون والجنس، وكذلك الدين والإثنية.
ومع ذلك نادراً ما يعترف مسؤولو الجامعة بالمضايقات المعادية للصهيونية كشكل من أشكال التمييز غير القانوني، لأنهم يرون أن ذلك ناتج عن الاعتبارات السياسية وليس عن الاعتبارات العرقية أو الدينية. ولكن الواقع هو أن المضايقة هي مضايقة. تأثير السلوك غير المتسامح والمضايق على الطلاب هو نفسه، بغض النظر عن دوافع الجاني أو هوية الضحية. ويجب معالجة السلوك البغيض الذي يمنع الطلاب من التعليم في بيئة دون مضايقات، ومعالجته على نحو منصف».
التقارير في عام 2017: صدر تقريران في عام 2017. في أبريل أصدرت المنظمة تقريراً سنوياً عن بيانات عام 2016، والتي وجدت وفقًا لمقال نشر في صحيفة واشنطن تايمز «علاقة متنامية بسرعة بين معاداة السامية والنشاط المؤيد لبي دي إس. إن الجامعات التي تضم مجموعات نشطة معادية لإسرائيل، مثل طلاب من أجل العدالة في فلسطين من الأرجح أن تشهد نشاطاً معادياً للسامية بشكل أكبر مقارنة بالمدارس التي لا توجد فيها حركات أو أنشطة معادية لإسرائيل».
وقد درس التقرير الثاني تأثير المقاطعين الأكاديميين لإسرائيل في الجامعات الأمريكية، على الرغم من أن كتّاب التقرير أكدوا أنهم «لا يقترحون حظر الأنشطة المناهضة لإسرائيل أو المتحدثين باسم بي إس دي، فالحرية الأكاديمية تجعلها مسموحة». وجد التقرير أن ما يقرب من 1000 من الأساتذة المؤيدين لمقاطعة إسرائيل المشمولين بدراسة مبادرة أمشا، 70٪ منهم ارتبطوا بالدراسات الجنسانية أو الدراسات الإثنية أو دراسات الشرق الأوسط ... تلك الأقسام المليئة بأعضاء هيئة التدريس المؤيدين لبي دي إس، هؤلاء كانوا أكثر ترجيحاً لرعاية برامج داعمة لمقاطعة إسرائيل من نظرائهم غير المقاطعين لإسرائيل. بشكل عام يُحضر ما يقرب من 90% من البرامج المعادية للصهيونية أو المؤيدة لبي دي إس إلى الجامعات من قبل الإدارات أو المراكز أو المعاهد المرتبطة بالتخصصات الجنسانية أو الإثنية أو في الشرق الأوسط».
التقارير في عامي 2015 و2016: أصدرت أمشا تقريرين بحثيين عن النشاط المعادي للسامية في أكثر من 100 مدرسة تضم أكبر عدد من الطلاب اليهود، واحد للبيانات التي جُمعت في عام 2015 وآخر للبيانات التي جُمعت في النصف الأول من عام 2016. وفقاً لتقرير واشنطن بوست «الدراسة التي فحصت النشاط المعادي للسامية من يناير إلى يونيو 2016 على أكثر من 100 كلية وجامعة عامة وخاصة تضم أكبر عدد من الطلاب الجامعيين اليهود، وجدت أن 287 حادثاً معادياً للسامية وقع في 64 مدرسة خلال تلك الفترة الزمنية، مما يعكس زيادة بنسبة 45٪ عن 198 حادثاً أبلغ عنها في الأشهر الستة الأولى من عام 2015. علاوة على ذلك وجدت الدراسة كما في عام 2015: إن نسبة حوادث معاداة السامية ترتفع إلى الضعف في الجامعات التي تتواجد فيها حركة بي دي إس «حملة مقاطعة وسحب استثمارات وعقوبات»، وكذلك احتمال حدوثها أكبر بثماني مرات في الحرم الجامعي مع وجود مجموعة طلابية نشطة واحدة على الأقل مناهضة للصهيونية مثل إس جي بي «طلاب من أجل العدالة في فلسطين»، وست مرات أكثر يمكن أن تحدث في الجامعات التي فيها مقاطع واحد لإسرائيل أو أكثر.
في الواقع، فإن المدارس التي تضم عدداً أكبر من مقاطعي إسرائيل وأنشطة لبي دي إس تزيد فيها حوادث معاداة السامية. ووفقاً لواشنطن فري بيكن، فإن «أكثر من نصف المدارس التي تضمنتها الدراسة خبرت حادثاً أو نشاطاً يستهدف اليهود المؤيدين لإسرائيل».